# Хуан Муньйос (футболіст)
Хуан Муньйос Муньйос (ісп. Juan Muñoz Muñoz; нар. 12 листопада 1995, Утрера, Іспанія) — іспанський футболіст, нападник клубу «Леганес».

## Клубна кар'єра
Муньйос є вихованцем академії «Севільї». 15 лютого 2014 року він уклав свій перший професійний контракт до кінця сезону 2015/16. Свій перший матч на професійному рівні Хуан відіграв 22 лютого 2014 року проти клубу «Ліненсе» в Сегунді Б за «Севілья Атлетіко».
13 липня 2014 року головний тренер команди Унаї Емері викликав Муньйоса на передсезонний збір з основним складом, і вже 27 липня він відзначився м'ячем в товариському матчі з брауншвейзьким «Айнтрахтом».
3 грудня 2014 року Хуан відіграв перший матч у Кубку Іспанії проти «Сабаделя», замінивши на 75-й хвилині Кевіна Гамейро. Під час цього ж футбольного сезону 8 лютого 2015 року відбувся його дебют у чемпіонаті Іспанії проти клубу «Хетафе», Муньйос вийшов на поле на 56-й хвилині замість Яго Аспаса. 30 вересня 2015 року Муньос зіграв свою першу зустріч у Лізі чемпіонів проти «Ювентуса».
4 січня 2016 року Хуан продовжив контракт з червоно-білими до 2019 року. Свій перший гол у Прімері Муньйос забив 14 травня 2016 року в останньому турі сезону 2015/16 на 55-й хвилині матчу проти «Атлетіка» з Більбао.